# María de Vítebsk
María de Vitebsk (fallecida antes de 1349) fue la primera mujer de Algirdas, futuro Gran Duque de Lituania (el matrimonio tuvo lugar alrededor de 1318). 

## Biografía
Se sabe muy poco sobre su vida. Era la única hija del príncipe Yaroslav, y por lo tanto era la única heredera del Principado de Vitebsk. Después de la muerte de su padre circa 1345, Vitebsk cayó bajo el control permanente de Algirdas y de otros Geminidas.
María tuvo cinco hijos, los cuales crecieron mientras Algirdas era todavía un duque regional en las tierras eslavas del Gran Ducado de Lituania. Los cinco fueron bautizados en el rito ortodoxo y gobernaron tierras rusas dando ascenso a los preminientes clanes de duques rusos (Trubetskói de Dmitri I Starshy, los Czartoryski de Constantino, los Sanguszko de Fíodor).
Después de la muerte de María, Algirdas se casó con otra princesa rusa, Uliana de Tver. Tras la muerte de Algirdas, los hijos mayores de María y Uliana se disputaron los derechos de sucesión.